# Inwazja na USA (film 1952)
Inwazja na USA (ang. Invasion USA) – amerykański film z 1952 roku w reżyserii Alfreda E. Greena.